# Парламентские выборы в Грузии (2020)
Парламентские выборы в Грузии (2020) — парламентские выборы в однопалатный Парламент Грузии, которые прошли 31 октября 2020 года.
Выборы прошли по новой, смешанной избирательной системе: из 150 депутатских мест 120 были избраны по пропорциональной системе (по партийным спискам), а 30 — по мажоритарной.
В них приняли участие 48 партий и два блока.

## Избирательная система
На предыдущих выборах 150 членов парламента избирались двумя способами; 77 были от одного общенационального округа с использованием пропорционального представительства по закрытым спискам с 5-процентным избирательным порогом, который должен был быть снижен до 3 % к выборам 2020 года. Остальные 73 были избраны в одномандатных округах по двухтуровой системе, в которой кандидаты должны были получить более 50 % действительных голосов, чтобы победить в первом туре. Второй тур проводился между двумя лучшими кандидатами, если в первом туре не было победителя.

### Избирательные реформы
В июне 2019 года «Грузинская мечта — Демократическая Грузия» объявила о планах изменить избирательную систему на полное пропорциональное представительство по партийным спискам без избирательного порога. Несмотря на поддержку оппозиционных партий, закон не был принят, поскольку только 101 из 150 депутатов проголосовал за, что меньше 75 %, необходимых для изменения закона о выборах.
После того, как предложенные поправки не были приняты 75 % голосов депутатов парламента, правительство и оппозиция провели несколько раундов переговоров, и в начале марта 2020 года был подписан меморандум о взаимопонимании от всех политических партий. Новый закон о выборах предусматривает, что 120 депутатов избираются по пропорциональной системе, а еще 30 — по одномандатным округам. Избирательные округа будут сформированы в соответствии с инструкциями Венецианской комиссии и судебной системы Грузии. Для мест с пропорциональным представительством избирательный порог составляет 1 %. В одномандатных округах кандидат получит статус депутата парламента, если наберет 50 % голосов в первом туре. Если этого не произойдет, два лучших кандидата примут участие во втором туре, победитель которого будет избран. Ни одна партия не может получить большинство мест, не набрав по крайней мере 40 % голосов избирателей.
На первом слушании 21 июня грузинский парламент принял избирательную реформу. За эти реформы проголосовали 136 депутатов, против — 5 депутатов. При втором чтении законопроекта 115 депутатов проголосовали за реформы, 3 — против и 1 воздержался. Оппозиционные «Единое национальное движение» и «Европейская Грузия» не участвовали в голосовании, так как требовали освобождения деятелей оппозиции, то есть Георгия Руруа.
29 июня 2020 года избирательные реформы были одобрены парламентом Грузии, и 117 из 142 членов проголосовали за реформы. Государственный секретарь США Майк Помпео приветствовал эти избирательные реформы, призвав парламент и официальных лиц уважать волю народа.

## Предварительный период и кампания
Накануне выборов ЕНД, Европейская Грузия, Лейбористская партия и Новая Грузия образовали альянс. 19 июня 2020 года они объявили общий список из шести кандидатов, которые будут участвовать в выборах в Тбилиси. Новообразованная партия «Лело за Грузию» отказалась присоединиться к альянсу. Аналитики говорят, что, хотя популярность «Грузинской мечты» упала после подавления антикоррупционных протестов 2019—2020 годов, ее относительно успешная борьба с пандемией COVID-19 привела к росту популярности.
Вскоре в альянсе стали возникать проблемы. Лидер партии «Гражданское движение» Алеко Элисашвили покинул альянс, обвинив оппозицию в том, что она действует в собственных интересах и придерживается пророссийских взглядов. Оппозиция, в свою очередь, обвинила Элисашвили в попытке разрушить единство альянса.
К 19 июня 2020 года в оппозиционный альянс входила 31 политическая партия.
В расследовании Центра «Досье» заявлялось о причастности российских изданий «Sputnik Грузия», ИА «EurAsia Daily», новостного агентства REGNUM и политологического центра «Север-Юг» к поддержке прокремлёвского «Альянса патриотов Грузии».
Оппозиционная партия Гирчи заявила, что, если она войдет в парламент, она будет раздавать автомобили Tesla избирателям, которые участвуют в выборах посредством лотереи. Они сказали, что купят автомобили на государственное финансирование, выделенное парламентским партиям.
4 сентября 2020 года избирательная комиссия заявила, что 66 партий успешно зарегистрировались для участия в выборах 2020 года.

## Опросы
Согласно большинству проводимых опросов, лидирующей партией является партия власти — «Грузинская мечта — Демократическая Грузия». Второй партией по счёту, в проводимых опросах является оппозиционная партия — Единое национальное движение (ЕНД).

## Результаты
|                                |                                          |                   |                   |                   |                   |                               |                               |                               |       |           |  |
| Партия                         | Партия                                   | по единому округу | по единому округу | по единому округу | по единому округу | Мест по одномандатным округам | Мест по одномандатным округам | Мест по одномандатным округам | всего | всего     |  |
| Партия                         | Партия                                   | Голоса            | %                 | +/-               | Мест              | Мест по одномандатным округам | Мест по одномандатным округам | Мест по одномандатным округам | Мест  | Изменение |  |
|                                | Грузинская мечта                         | 928 004           | 48,22             | ▼0,62             | 60                | 30                            | 30                            | 30                            | 90    | ▼25       |  |
|                                | Сила в единстве                          | 523 127           | 27,18             | ▲0,03             | 36                | 0                             | 0                             | 0                             | 36    | ▲9        |  |
|                                | Европейская Грузия                       | 72 986            | 3,78              | —                 | 5                 | 0                             | 0                             | 0                             | 5     |           |  |
|                                | Лело для Грузии                          | 60 712            | 3,19              | —                 | 4                 | 0                             | 0                             | 0                             | 4     |           |  |
|                                | Стратегия Агмашенебели                   | 60 671            | 3,15              | —                 | 4                 | 0                             | 0                             | 0                             | 4     |           |  |
|                                | Альянс патриотов Грузии                  | 60 480            | 3,14              | ▼1,87%            | 4                 | 0                             | 0                             | 0                             | 4     | ▼2        |  |
|                                | Гирчи                                    | 55 598            | 2,89              | —                 | 4                 | 0                             | 0                             | 0                             | 4     |           |  |
|                                | Граждане[ka]                             | 25 508            | 1,29              | ▲0,69             | 2                 | 0                             | 0                             | 0                             | 2     |           |  |
|                                | Лейбористская партия                     | 19 314            | 1,00              | ▼2,14             | 1                 | 0                             | 0                             | 0                             | 1     |           |  |
|                                | Демократическое движение — Единая Грузия | 16 286            | 0,85              | ▼2,68             | 0                 | 0                             | 0                             | 0                             | 0     |           |  |
|                                | Другие партии                            | 101 669           | 5,35              | —                 | 0                 | 0                             | 0                             | 0                             | 0     |           |  |
| Всего                          | Всего                                    | 1 924 355         | 100,00            | —                 | 120               | 30                            | 30                            | 30                            | 150   | 0         |  |
|                                |                                          |                   |                   |                   |                   |                               |                               |                               |       |           |  |
| Действительных голосов         | Действительных голосов                   | 1 924 395         | 96,71             |                   |                   |                               |                               |                               |       |           |  |
| Недействительных голосов       | Недействительных голосов                 | 65 434            | 3,29              |                   |                   |                               |                               |                               |       |           |  |
| Всего голосов                  | Всего голосов                            | 1 989 829         | 100,00            |                   |                   |                               |                               |                               |       |           |  |
| Общее число избирателей и явка | Общее число избирателей и явка           | 3 513 884         | 56,11             | ▲4,17             |                   |                               |                               |                               |       |           |  |